# Stig Gitse
Stig Gustaf Arvid Gitse (före 1971 Nilsson), född 10 november 1921 på barnbördshuset i Annedal, Göteborg, död 5 december 2016 i Nösund på Orust, var en svensk tecknare och journalist verksam under signaturen Gits. 

## Biografi
Gitse var son till bagaren Arvid Theodor Nilsson och Emy Elisa Bäckström samt från 1949 gift med Ann-Marie Wennerberg. Han utbildade sig till tecknare vid Slöjdföreningens skola 1936–1940 med krokistudier på Valands målarskola. Han var först anställd som vaktmästarpojke och senare som journalist och tecknare vid Göteborgs-Posten 1936–1986 där han blandade sitt arbete med skriveri och teckning. Han genomförde flera reportageresor till bland annat Tyskland, Belgien och Frankrike som resulterade i reseberättelser med illustrationer.
För tidningens sportsidor utförde han ett flertal idrottssnapshots och hans textartiklar sträcker från sport- till miljöreportage. Som fri tecknare utförde han porträtt och landskapsteckningar utförda i bläck eller tusch. Som illustratör utförde han omslags- och novellillustrationer i fackpress, böcker och periodiska tidskrifter. Han medverkade i ett flertal teckningsutställningar och är representerad vid Göteborgs stadsmuseum. Han skrev några böcker som han själv illustrerade, bland annat utgav han boken Med ritstift genom Älvsborgs län. Stig Gitse är begravd på Morlanda gamla kyrkogård.

### Som illustratör (urval)
- 1968 – Körling, Thomas; Gitse Stig. Dalslands blå band: kanalens hundraåriga historia. Göteborg: Bergendahls boktryckeri. Libris 1693675
- 1970 – Schånberg Sven, red. Kal. Stockholm: Bonnier. Libris 849659
- 1982 – Hassel, Birger; Gitse Stig. Kyrkor i Göteborg: kyrkor i svenska kyrkans församlingar. Göteborg: Göteborgs hembygdsförb. Libris 339632
- 1985 – Carlson, Gösta; Gitse Stig. Göteborg - Sveriges port mot väster: Gothenburg - Sweden's gateway to the west. Göteborg: Tre böcker. Libris 7748949. ISBN 9185414387
- 1983 – Kjörck, Ingvar; Gitse Stig. Medföljer ej tåget. Göteborg: Göteborgs-posten. Libris 431243
- 1997 – Schön, Ebbe; Gitse Stig. Sjöjungfrur, stenhuggare och gnistapor: kulturhistoriska essäer. Stockholm: Carlsson. Libris 7622211. ISBN 9172032332